# Diani Beach
Diani Beach è un centro abitato del Kenya situato nella contea di Kwale.